# Asylum (jogo eletrônico)
Asylum é um jogo de terror e aventura, desenvolvido e publicado pela Senscape, uma desenvolvedora de Buenos Aires. Inspirado nas histórias de H. P. Lovecraft, Asylum será ambientado em um sanatório cheio de mistérios e cercado pelo sobrenatural.

## Jogabilidade
Asylum é um jogo de apontar e clicar com foco na história de um sanatório abandonado devido alguns acontecimentos misteriosos, o jogo será em torno do sanatório que terá aproximadamente 100 cômodos para serem explorados pelo jogador. Os desenvolvedores de Asylum afirmaram que haverá muitos easter eggs ou extras espalhados por todo o cenário do jogo.